# Сац, Константин Анатольевич
Константи́н Анато́льевич Сац (род. 28 апреля 1982, Партизанск, Красноярский край) — российский спортсмен, член олимпийской сборной команды России по горнолыжному спорту на Олимпиаде в Турине. Мастер спорта России международного класса (горнолыжный спорт). Чемпион России в скоростном спуске (2002, 2005) и в супергиганте (2002, 2003). Серебряный (2004 — скоростной спуск и супергигант) и бронзовый (2002 — слалом-гигант, 2003 — скоростной спуск) призёр чемпионатов России. Победитель Кубка России (2011—2012).
Тренеры — В. С. Корнелиус (первый тренер), В. И. Макеев, Илья Латышев (на ОИ 2006). Выступал за ФСО профсоюзов «Россия» и г. Красноярск, сейчас не соревнуется.
На Олимпиаде в Турине занял 27 место (супергигант), 40 место (скоростной спуск), в слалом-гиганте не финишировал. В составе сборной России по горным лыжам до 2007 года, выведен из состава решением Контрольно-дисциплинарного комитета (КДК) Федерации горнолыжного спорта и сноуборда России (ФГССР) согласно заявлению спортсмена.
Выпускник Института физической культуры, спорта и туризма Сибирского федерального университета.